# Johannes Fabricius

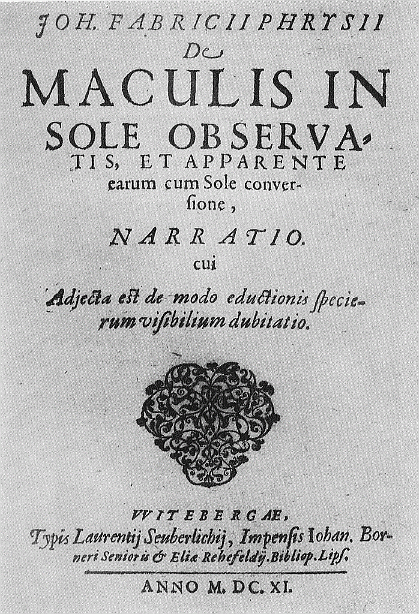
Titelblad till De maculis in sole observatis et apparente earum cum sole conversione narratio, cui adjecta est de modo eductionis specierum visibilium dubitatio.

Johannes Fabricius, född 1587 i Resterhaave, död sannolikt 1615, tysk astronom, son till David Fabricius.
Fabricius upptäckte, ungefär samtidigt med och oberoende av Galilei, solfläckarna samt solens rotation. Dessa viktiga upptäckter offentliggjordes, tidigare än Galileis, i Fabricius arbete De maculis in sole observatis et apparente earum cum sole conversione narratio, cui adjecta est de modo eductionis specierum visibilium dubitatio (1611).